# 营滩乡
营滩乡，是中华人民共和国甘肃省临夏回族自治州临夏县下辖的一个乡镇级行政单位。

## 行政区划
营滩乡下辖以下地区：
龙卧村、小沟村、沙泥锅村、右旗村、营滩村、朱沟村、大荒地村和标山村。